# Silent Woo Goore
Silent Woo Goore (wym. /ˈsaɪlənt vu gur/) – udmurcki zespół folkrockowy założony we wrześniu 2008. Nazwa zespołu jest połączeniem angielskiego słowa "silent" (cisza) i udmurckiego "Woo Goore" oznaczającego "piosenka wody".
Grupa jest nazywana „udmurckimi Cranberries”.

## Skład
- Swietłana Ruczkina (Светлана Ручкина) – wokal
- Władimir Żujkow (Владимир Жуйков) – gitara
- Artiom Sutiagin (Артём Сутягин) – gitara basowa
- Grigorij Stiepanow (Григорий Степанов) – bębny

## Dyskografia
- Тӧл (pol. wiatr, singiel, 2011)
- Toleźe (pol. mój księżycu, album CD, 2012)